# Montcabrier, Tarn

Montcabrier este o comună în departamentul Tarn din sudul Franței. În 2009 avea o populație de 228 de locuitori.

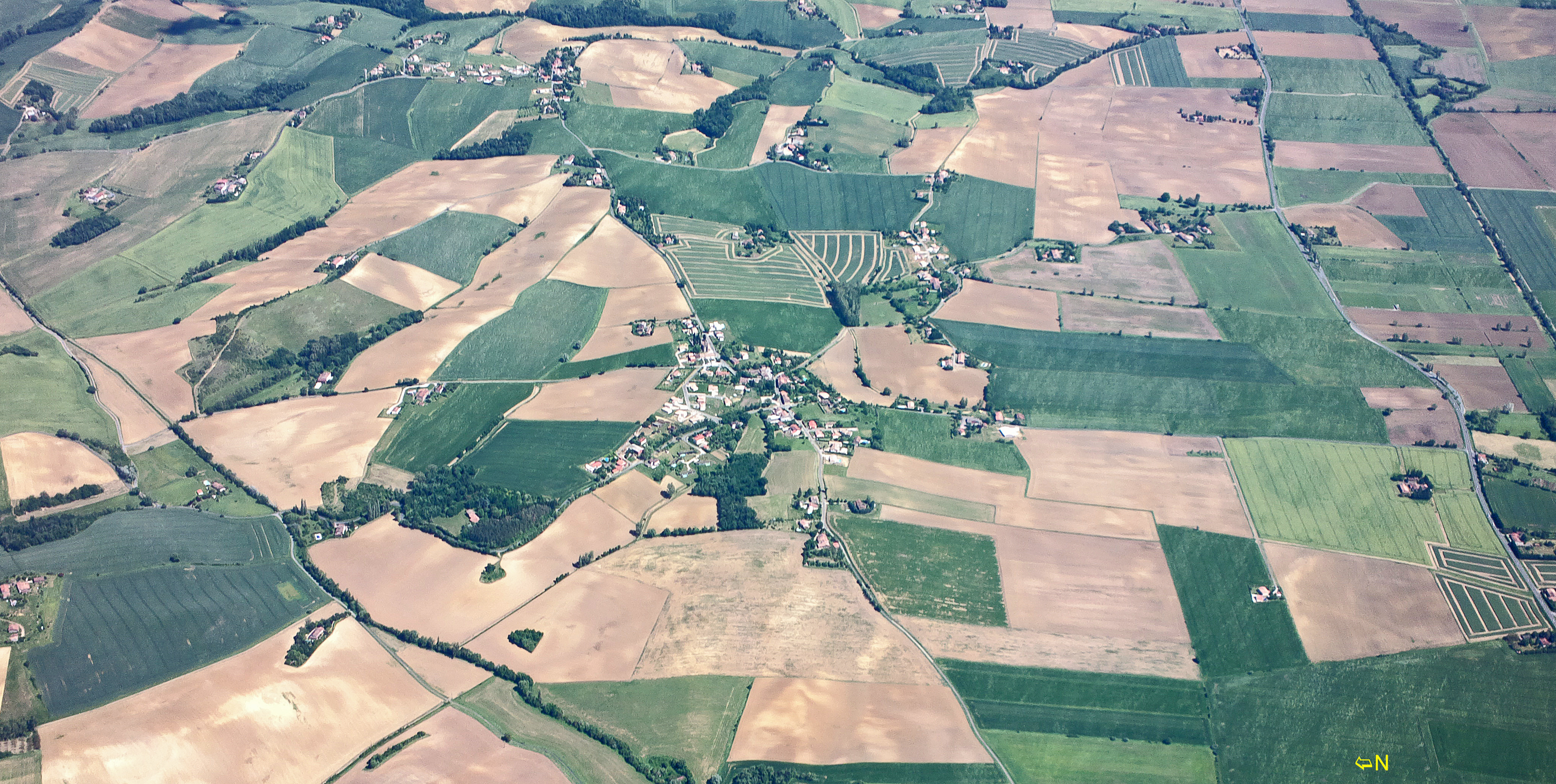
Montcabrier

## Evoluția populației
| An        | 1975 | 1982 | 1990 | 1999 | 2006 | 2009 |
| --------- | ---- | ---- | ---- | ---- | ---- | ---- |
| Populație | 141  | 150  | 159  | 171  | 211  | 228  |